# Braguinha (empresário)
Antônio Carlos de Almeida Braga (São Paulo, 2 de julho de 1926 – Portugal, 12 de janeiro de 2021) foi um empresário brasileiro do ramo financeiro. Foi dono de uma das maiores seguradoras do Brasil, a Atlântica Seguros, empresa que fundiu-se à Bradesco Seguros. No acordo de incorporação, Braguinha, como foi conhecido, ficou com um imenso volume de ações do Bradesco, o que lhe proporcionou a direção da instituição. Acabou saindo do banco devido a desentendimentos com o seu maior acionista, Amador Aguiar. Ao sair do Bradesco, Braguinha montou seu próprio banco, mas logo passou a administração dos seus negócios aos seus filhos e aposentou-se.
Braguinha foi um dos maiores investidores das bolsas de valores brasileiras dos anos 1980. Até sua morte ele dividiu o seu tempo entre sua Quinta Penalva (Sintra, Portugal) e sua casa do Condomínio Lyford Cay (Nassau, Bahamas), frequentando o circuito mundial de tênis e o de Fórmula 1. Foi um grande amigo do piloto Emerson Fittipaldi, foi também grande amigo de Ayrton Senna e por conseguinte, de sua namorada, a Adriane Galisteu, além de outras pessoas influentes do esporte, como o tenista Gustavo Kuerten e o dirigente de futebol João Havelange, tendo sido agraciado com o título de Grande Benemério do Fluminense Football Club em 10 de setembro de 2013.
Foi um grande amigo e parceiro da família Marinho, proprietária das Organizações Globo. Na época do Natal ao carnaval costumava estar no Brasil, onde se dividia entre seu apartamento de Ipanema, no Rio de Janeiro, e sua casa na cidade de Angra dos Reis.

## Família

### Primeiro casamento
Braguinha foi casado com Sylvia Maria da Glória de Mello Franco Nabuco (Rio de Janeiro, 14 de agosto de 1932), mais conhecida como Vivi Nabuco.
O casal teve quatro filhos:
- Maria do Carmo Nabuco de Almeida Braga, a Kati (Rio de Janeiro, 23 de outubro de 1953)
- Luis Antônio Nabuco de Almeida Braga  (Rio de Janeiro, 1 de dezembro de 1957)
- Sylvia Nabuco de Almeida Braga (Rio de Janeiro, 20 de maio de 1962)
- Lúcia Nabuco de Almeida Braga (Rio de Janeiro, 8 de novembro de 1960)

### Segundo casamento
Desde 1968 Braguinha foi casado com a carioca Luíza Eugênia Konder (Rio de Janeiro, 14 de novembro de 1944), filha do médico Valério Konder.
O casal teve duas filhas:
- Maria de Almeida Braga
- Joana de Almeida Braga (casada com Arnon de Mello Neto, filho de Fernando Collor)